# Nouvelle République (Star Wars)
Pour les articles homonymes, voir La Nouvelle République.
Régime politique apparaissant dans
Star Wars.
4 ap. BY – 34 ap. BY
Histoire et évènements
Chancelier
 Empire galactique
 Alliance rebelle
La Nouvelle République (en version originale anglaise : New Republic) est un régime politique fictif apparaissant dans l'univers fantastique de Star Wars et qui prend la place de l'Empire galactique, 4 ans après la bataille de Yavin. Elle est présente dans l'univers officiel et dans l'univers Légendes.

## Dans l'univers officiel

Sceau de la Nouvelle République.

Dans l'Univers Officiel, la Nouvelle République fut créée à la suite de la victoire de l'Alliance rebelle à la bataille d'Endor, après la destruction de la seconde Étoile de la mort et la disparition de l'empereur Palpatine. Peu après, la Nouvelle République signe un traité de paix, la Concordance Galactique, avec les vestiges de l'Empire, un an après la bataille d'Endor. Convaincue que l'Empire ne représente plus une menace, elle réduit ses forces armées et se consacre à la reconstruction d'un gouvernement galactique. Leia Organa ne partage pas cette position car elle sait que des factions pro-impériales cherchent toujours à accroître leur pouvoir. Elle fonde ainsi la Résistance et s'entoure de nombreux vétérans de la Guerre Civile Galactique pour surveiller les actions de ces partisans qui sont à l'origine du Premier Ordre. Finalement, la Nouvelle République est en partie éradiquée avec la destruction de sa capitale Hosnian Prime et de plusieurs autres planètes du système Hosnien, par un tir depuis la base Starkiller, base principale du Premier Ordre.

## Dans l'universLégendes
À la suite du rachat de la société Lucasfilm par The Walt Disney Company, tous les éléments racontés dans les produits dérivés datant d'avant le 26 avril 2014 ont été déclarés comme étant en dehors du canon et ont été regroupés sous l’appellation « Star Wars Légendes ». Dans l'Univers Légendes, la Nouvelle République désigne non seulement le gouvernement, mais est aussi le nom donné à la période de l'histoire de Star Wars s'étendant de l'an 4 à 27 ap. BY.

### Formation
La Nouvelle République est proclamée un mois après la mort de l'Empereur, avec à sa tête Mon Mothma. L'un de ses principaux objectifs est la prise de la capitale Coruscant, ce qu'elle parvient à accomplir trois ans après la bataille d'Endor grâce à l'appui au sol de membres de l'escadron Rogue,. La planète devient par conséquent la capitale républicaine. Mais l'Empire reste une force influente dans la galaxie et des seigneurs de guerre impériaux affrontent régulièrement la République. 
La première à causer de graves problème à la République fut la Directrice des Renseignement Impériaux, l'Amirale Ysanne Isard surnommée "Cœur de Glace", qui provoqua une crise en se faisant élire gouverneure de la planète productrice de Bacta (la substance médicale) tout en libérant secrètement le virus Krytos sur Coruscant, virus qui infecta uniquement les non-humains. Après une guérilla de dissidents républicain, la République ne pouvant intervenir contre sa nomination légale, elle fut contrainte de s'enfuir et fut abattue peu après, les scientifiques républicains trouvant finalement un remède contre le Krytos. Une autre menace était celle représenté par Zsinj, un ancien Grand Amiral impérial devenu seigneur de guerre et qui possédait un super destroyer, qui fut pourchassé par les escadrons Rogue, Spectre et le général Solo, ces derniers réussissant finalement à mettre un terme à ces agissements en 8 ap. BY,.

### Les tentatives de restaurations impériales
La République manqua d'être vaincue à deux reprises : d'abord par le Grand Amiral Thrawn, puis par Palpatine lui-même. Le Grand Amiral Thrawn fut le plus brillant stratège de son époque et possédait un génie stratégique absolument sans égal. Il choisit le destroyer impérial Chimaera du Capitaine Pellaon comme vaisseau amiral, et lança une campagne pour restaurer l'empire en 9 ap. BY. Il utilisa pour cela trois atouts : l'entrepôt privé de l'Empereur contenant un complexe de clonage, une antique flotte de cuirassés lourds, la Flotte Katana, surnommée la « Force Sombre » et un Jedi fou du nom de Joruus C'Baoth. Pour obtenir l'aide de ce dernier, il envoya ses commandos privés Noghris pour capturer Leila Organa et ses enfants. Heureusement pour la République, Leila parvint à retourner les Noghris contre le Grand Amiral, et ceux-ci l'assassinèrent en plein milieu d'une bataille cruciale, l'entrepôt privé étant détruit et C'Baoth trucidé par l'ancienne Main de l'Empereur Mara Jade. Mais le répit fut de courte durée.
Moins d'un an plus tard, la République fut attaquée par l'Empereur Ressuscité . La magie Sith et la technologie du clonage avaient permis à l'Empereur de renaître de ses cendres ; pendant des années, il avait consolidé ses forces et se relocalisa sur la planète Byss, en plein Noyau Profond. De là, il lança sa campagne pour reconquérir son Empire, employant de nouvelles super-armes, tels les dévastateurs de monde ou encore le canon galactique, capable de détruire n'importe quelle planète de la galaxie depuis l'orbite de Byss ; mais son atout le plus important fut la conversion de Luke Skywalker comme nouvel agent du Côté Obscur. Malheureusement pour lui, Leila parvint à ramener son frère du Côté Lumineux, et l'Empereur fut vaincu quand son vaisseau amiral, l'Éclipse, fut saboté et percuta le canon galactique, le faisant tirer sur Byss, anéantissant les forces encore loyales à l'Empereur Ressuscité, qui fut quant à lui abattu pour de bon par Han Solo. 
Après la défaite de Palpatine, ce fut au tour de l'Amirale Daala de tenter un dernier coup d'éclat. Alors qu'ils tentèrent d'échapper à un cartel de trafiquants, Han Solo et Chewbacca tombèrent par accident sur un complexe secret de l'Empire servant au développement des superarmes tels que l'Étoile de la Mort. Ayant été découverte et ayant appris la situation réelle de l'Empire, Daala décida de se servir des super-armes qu'elle avait en réserve pour semer la dévastation au sein de la Nouvelle République. Mais certaines de ses super-armes furent détournées par Kip Durron, un Jedi ayant succombé un temps au Côté Obscur, qui les utilisa pour attaquer des mondes impériaux. Finalement, la République lança un raid contre le complexe secret impérial afin de libérer les esclaves présents, raid qui se conclut par la destruction des super-arme et la déroute de Daala, qui se concentra dès lors sur la consolidation de l'Empire, lequel devint les Vestiges de l'Empire.

### Les Crises de la République
Après l'échec de toutes ces campagnes, les Vestiges de l'Empire ne constituèrent plus une véritable menace sur le plan militaire ; ce qui ne signifie pas que la Nouvelle République, désormais sous la présidence de Leia Organa, fut tranquille pour autant. En effet plusieurs crises majeures survinrent, qui menacèrent l'unité républicaine.
La première de ces crise fut la Crise de la Flotte Noire, en 17 ap. BY. Elle trouva ses origines plusieurs années auparavant, dans la révolte des Yevethas, une espèce extrêmement xénophobes originaire de la planète N'Zoth de l'Amas de Koornacht. L'Empire maintenait une flotte stationée en permanence dans l'Amas, la Flotte Noire, dont les soldats furent massacrés dans la révolte, et les rares survivants réduits en esclavage tandis que les vaisseaux furent repris par les Yevethas. Afin de s'assurer la non-ingérence de la République, Nil Spaar, le Vice-Roi des Yevethas, se rendit sur Coruscant et soudoya des sénateurs avant de piéger Leia Organa, qui fut considérablement discréditée. S'étant assurés de l'immobilisme de la République, les Yévéthas lancèrent un véritable génocide contre toutes les autres espèces de l'Amas de Koornacht. Mais des preuves irréfutables de leurs crimes permirent à Leia d'intervenir officiellement contre la folie de Nils Spaar, dont les hommes capturèrent et torturèrent Han Solo. Spaar tenta d'utiliser Solo pour convaincre la Nouvelle République de rester à l'écart, mais la torture du mari de la présidente de la Nouvelle République provoqua tout l'inverse : la Cinquième Flotte fut déployée contre les Yevethas, et grâce au piège tendus par les derniers survivant impériaux de la Flotte Noire, ceux-ci furent vaincus.
Deux ans après la Crise de la Flotte Noire, un document incomplet découvert par Leia, qui avait été remplacé dans ses fonctions de Présidente par Ponc Gavrissom, impliquait les Bothans (mais sans nommer les coupables) dans un massacre qui fut presque aussi connu que la destruction d'Alderaan : la destruction de la planète Caamas. Cette planète était habité par les Caamasi, un peuple pacifique, respecté et admiré par toute la galaxie. Ce document, appelé « Document de Caamas », provoqua un véritable scandale et divisa la galaxie entre partisans d'une vengeance brutale contre le peuple bothan dans son ensemble et partisans de la justice appliquée aux seuls coupables, tandis que les anciennes querelles se ravivèrent dans toute la galaxie sous le prétexte du massacre de Caamas, même si Bothawi, la planète Bothan, eut droit à la majeure partie du ressentiment. Et pour ne rien arranger, des radicaux des Vestiges de l'Empire tentèrent de profiter de la situation pour déclencher une guerre civile qui aurait désintégré la République. Mais finalement, un exemplaire complet du Document de Caamas permis de mettre les coupables devant les tribunaux et de calmer les esprits. En outre, l'Amiral Gillad Pellaeon, ancien officier en second de Thrawn et Suprême Commandeur des Vestiges de l'Empire, décida de signer un traité de paix avec le Président Gavrissom de la Nouvelle République, marquant définitivement la fin de la Guerre Civile Galactique,.

### L'invasion extragalactique
Vers 25 ap. BY, la Nouvelle République affronta les envahisseurs extragalactiques Yuuzhan Vong. Le sénat, paralysé par l'incompétence et la couardise, désavouant le Nouvel Ordre Jedi, laissa l'ennemi proliférer jusqu'à ce qu'il soit trop tard et que Coruscant tombe aux mains des Yuuzhan Vong. Des restes de la République naquit l'Alliance Galactique, un gouvernement qui avait appris des erreurs commises par son prédécesseur. Après quatre ans de lutte, l'Alliance Galactique et les Jedi vainquirent finalement les Yuuzhan Vong,.